# サーラール・ジャング
サーラール・ジャング（Salar Jung）は、ニザーム藩王国に有能な宰相として仕えた一族。アラビアのメディナが出自のシャイフ・オバーセ・カラーニーが、その始祖といわれている。もともと一族は17世紀中頃に、メディナからビジャープル王国に移住し、王国の貴族と婚姻関係を持った。ビジャープル王国の滅亡後、一族はムガル帝国に、さらに転じてニザーム王国の家臣として、大いなる栄誉を与えられた。
特にサー・サーラール・ジャング (Mir Turab Ali Khan, Salar Jung I, 1829-1883)は最も著名な政治家であり、有能な宰相として藩王国の発展に大いに貢献し、英国王室より「サー」の称号を授与された最初のインド人となった。
芸術愛好家としても知られ、現在も彼のコレクションをもとにした「サーラール・ジャング博物館」がハイデラバードにある。